# عيد الفصح اليهودي

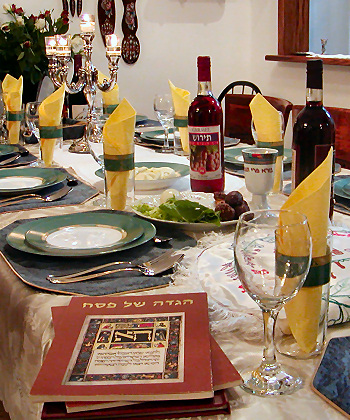
مائدة "ليل هسيدر" - مائدة معدّة عشية عيد الفصح اليهودي

عيد الفصح اليهودي (بالعبرية: פֶּסַח پيسَح) هو أحد الأعياد الرئيسية في اليهودية، ويحتفل به لمدة 7 أيام بدأ من 15 أبريل حسب التقويم اليهودي لإحياء ذكرى خروج بني إسرائيل من مصر الفرعونية كما يوصف في سفر الخروج.

## تأثيل كلمة فصح
كلمة فصح، «بِسَح» أو «فِسح» بالعبرية أو بسخة Pesach (פֶּסַח) وتعنى عبور. فهو تذكار عبور الملاك المهلك في مصر ونجاة أبكارهم، ثم عبورهم من أرض العبودية لأرض الحرية.

## الأصول

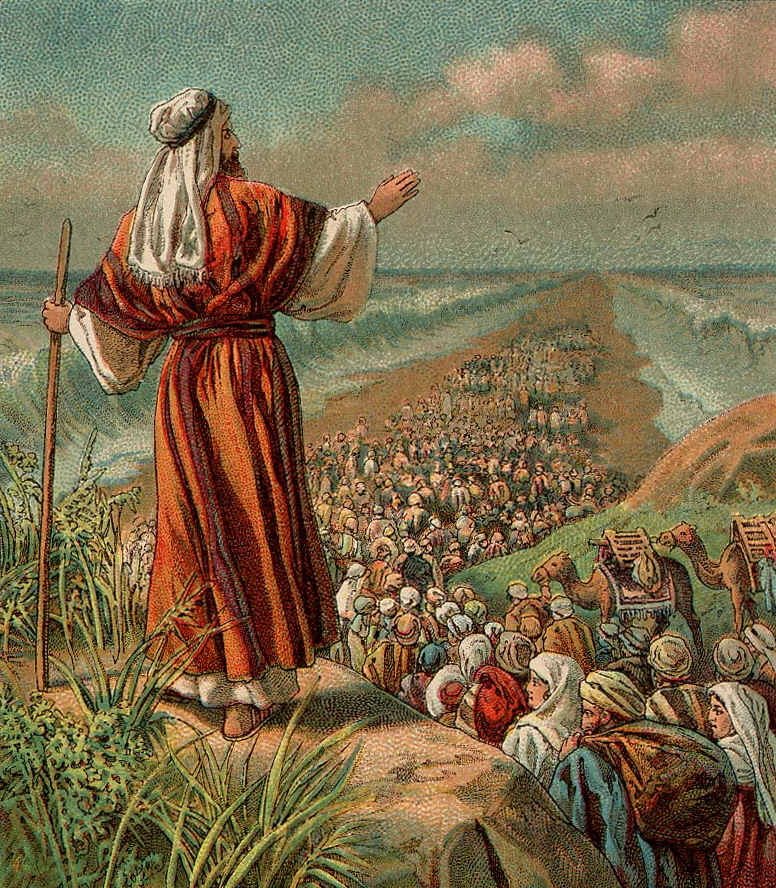
رسم توضيحي للخروج من مصر، سنة 1907.

أصول عيد الفصح تسبق الخروج من مصر. يُعتقد على نطاق واسع أن طقوس عيد الفصح، قبل التثنوي، تعود أصولها إلى طقوس للوقاية من تأثير الشر، ولا علاقة لها بالخروج من مصر، وكانت تجرى لضمان حماية منزل العائلة، وهي طقوس أجريت كليا داخل العشيرة. تم استخدام نبات الزوفا لدهن دماء الأغنام المذبوحة على الأعتاب والأبواب لضمان عدم دخول «القوى الشيطانية» إلى المنزل.
هناك فرضية أخرى تؤكد أنه بمجرد إصدار الكود الكهنوتي (Priestly Code)، أصبح لسرد الخروج دور مركزي، لأن طقوس الوقاية من الشر اندمجت بمهرجان الربيع الكنعاني الزراعي الذي كان احتفالًا بالخبز غير المخمر، المرتبط بحصاد الشعير. ومع نمو فكرة الخروج من مصر، فُقِدت الوظيفة الأصلية والرمزية لهذه الأصول المزدوجة. تكرّرت كذلك العديد من الميزات المرتبطة بمهرجان بلاد ما بين النهرين أكيتو. يختلف علماء آخرون مثل جون فان سيترز ويهوذا سيغال وTamara Prosic مع فرضية الاحتفالين المدمجين.

## موعد العيد
في التقويم اليهودي يعتبر شهر نيسان أول أشهر الربيع وعيد الفصح نفسه يسمى أحيانا بـ«عيد الربيع»، ولكن لكون الأشهر اليهودية قمرية، يجب في بعض السنوات مضاعفة الشهر الذي يسبق نيسان، أي شهر آذار، كي لا يتراجع شهر نيسان إلى موسم الشتاء.
يحل عيد الفصح في منتصف شهر نيسان اليهودي، أي عند اكتمال القمر الأول بعد الاعتدال الربيعي (20 أو 21 مارس) ولكن في بعض الأحيان يحل في نهاية أبريل عند اكتمال القمر الثاني بعد الاعتدال الربيعي، لأن حساب التلاؤم بين السنة القمرية والشمسية ليس دقيقا بشكل تام.
الشريعة اليهودية يكون اليوم الأول واليوم الآخر من العيد يومي عطلة يحظر فيهما القيام بأي عمل، أما الأيام الخمسة بينهما فيوصى بها الاستراحة دون حظر كامل على العمل.

## معنى العيد
عيد الفصح هو من الأعياد المذكورة في التوراة، وهو خروج بني إسرائيل من مصر الفرعونية بقيادة موسى:
"وقال موسى للشعب اذكروا هذا اليوم الذي فيه خرجتم من مصر من بيت العبودية فانه بيد قوية اخرجكم الرب من هنا ولا يؤكل خمير. اليوم أنتم خارجون في شهر أبيب ويكون متى أدخلك الرب أرض الكنعانيين والحثيين والأموريين والحويين واليبوسيين التي حلف لابائك أن يعطيك أرضاً تفيض لبناً وعسلاً أنك تصنع هذه الخدمة في هذا الشهر. سبعة أيام تأكل فطيراً وفي اليوم السابع عيد للرب. فطير يؤكل السبعة الأيام ولا يرى عندك مختمر ولا يرى عندك خمير في جميع تخومك. وتخبر ابنك في ذلك اليوم قائلا من أجل ما صنع إلي الرب حين اخرجني من مصر. ويكون لك علامة على يدك وتذكاراً بين عينيك لكي تكون شريعة الرب في فمك لانه بيد قوية أخرجك الرب من مصر. فتحفظ هذه الفريضة في وقتها من سنة إلى سنة." (سفر الخروج، أصحاح 13، 3-10)
حسب سفري التكوين والخروج، والتفسير اليهودي التقليدي لهما، كان بنو إسرائيل عبيدا للمصريين فتمردوا على الفراعنة وذهبوا إلى سيناء لمدة 40 سنة حتى استقروا في بلاد كنعان. خلال ترحالهم في بادية سيناء أنزل الرب على موسى وبني إسرائيل وصاياه وجعلهم شعبا موحدا. فلذلك يعزو كثير من اليهود أهمية وطنية إلى عيد الفصح إلى جانب أهميته الدينية ويعتبرونه عيد الحرية أو عيد نشوء الشعب اليهودي.
يصوم اليهود عادة اليوم الذي يسبق عيد الفصح ويسمى صيام يوم قبل الفصح

## التقاليد

### الامتناع عن الخمير
معظم تقاليد العيد مأخوذة من وصفة في التوراة مع التفاسير التي أضيفت إليها عبر العقود. ومن أبرز مميزات العيد هو الامتناع عن أكل الخبز أو أي طعام مصنوع من العجين المختمر، وبدلاً من الخبز يؤكل الفطير غير المختمر المختبز للعيد بشكل خاص، ويسمى هذا الفطير بـ«ماتْساه» (מַצָּה). ويشرح سفر الخروج هذا التقليد كرمز لاستعجال بني إسرائيل عند خروجهم من مصر حيث لم يتمكنوا من الانتظار لانتفاخ العجين عندما أعدوا مؤونتهم.
حسب الشريعة اليهودية المعاصرة على كل يهودي التخلص من كل المأكولات المصنوعة من عجين مختمر قبل حلول العيد وأن يقوم بحرق ما يبقى من هذه المأكولات في طقس يقوم به عشية العيد عبارة عن استعداده لأداء وصايا العيد. في القرن العشرين مع تطور الوسائل لتخزين الطعام، سمح بعض الحاخامين ببيع مخزونات الخبز والخمير التابعين لليهود لغير اليهود بتفاهم أن يعيد المشترون المخزونات لأصحابها الأصليين بعد العيد. شاعت هذه الحيلة حتى أصبحت من طقوس العيد، واليوم هناك احتفال رسمي في إسرائيل يقابل فيه الحاخامان الرئيسيان مواطناً غير يهودي لتوقيع على اتفاقية بيع جميع الخمير التابع للدولة بتفاهم أن يعيد المواطن الخمير للدولة بعد العيد.
هناك إجماع بين رجال الدين اليهود على حظر أكل الطعام المصنوع من عجين البر المختمر خلال أيام العيد، مثل الخبز المصنوع من القمح أو الشعير، ولكن هناك خلاف حول إمكانية طبخ القطانيات، حيث يمتنع اليهود الأشكناز من أكل القطانيات المطبوخة أيام العيد، أما باقي الطوائف اليهودية فلا تتبع هذا الحظر.

### عشاء العيد
تعرف عشية العيد باسم «ليل هسيدر» (לֵיל הַסֵּדֶר «ليلة المنهاج») وفيه يجتمع أبناء العائلة والأقرباء للعشاء الاحتفالي المرافقة بصلوات وسلسلة من الطقوس الدينية، وتعرض تفاصيل منهاج الصلوات والطقوس في كتاب خاص يسمى ب«هچداه» (הַגָּדָה «سرد»). «كتاب الهجداه» هو من أكثر الكتب التقليدية انتشاراً لدى اليهود، وهو يحتوي على نصوص ذات علاقة بالعيد من التوراة، الميشناه والتلمود كما يحتوي على صلوات العيد والمزامير مع تعليمات عن الوقت الملائم لقراءة كل منها وطريقة أداء الطقوس المرافقة بالقراءة.
من أهم الطقوس هو شرب أربع كؤوس من خمر العنب خلال قراءة نصوص ال«هجاداه»، كذلك يغني أصغر أبناء العائلة ترنيمة بعنوان «ما نشتانا» (מָה נִשְתָּנָה «كيف تختلف»، أي كيف تختلف هذه الليلة عن باقي الليالي).
تطرح في هذه الليلة أسئلة عن العيد وأجوبة يغنيها جميع أفراد العائلة وهي عبارة عن واجبهم لسرد قصة الخروج لأبناء الأجيال القادمة. في نهاية العشاء يفتح أحد الشيوخ مع أحد الأولاد باب البيت ويدعوان إيليا لينضم إلى العائلة عند شرب الخمر ويبارك أبناء العائلة.